# Hahnia candida
Hahnia candida là một loài nhện trong họ Hahniidae.
Loài này thuộc chi Hahnia. Hahnia candida được Eugène Simon miêu tả năm 1875.